# Maserati Coupé
O Maserati Coupé é um coupé superesportivo da Maserati, desenvolvido em parceria com a Ferrari.